# Nekonečná píseň
Nekonečné písně jsou písně, ve kterých se značný podíl slov nebo vět opakuje. Píseň je stavěna tak, že je možné zpívat ji stále dokola až do omrzení. Jednoduché nekonečné písně se objevují v mnoha kulturních prostředích od Karibiku, přes jižní Indii po Finsko.
 Nekonečné písně jsou typicky dětské písničky, pochodové či pracovní písně. Mezi Afroameričany nekonečné písničky pocházejí z dob otrokářství ve Spojených státech amerických.

## Druhy písní
Autoreference – písně, které citují vlastní text.
- The Song That Never Ends
- Byl jeden číňánek

Píseň s opakující se textem:
- There's a Hole in My Bucket (Lojza a Líza) – k opravě děravého kbelíku je nakonec potřeba mít kbelík už spravený.
- Where Have All the Flowers Gone? – dívky daly kytky vojákům, ti padli ve válce, na jejich hrobech vyrostly nové květiny, které dostali vojáci a tak dále..

Kumulativní písně:
- Old MacDonald Had a Farm (Strýček Donald) – v písničce se jmenují zvířata žijící na statku, přitom se napodobují jejich zvuky. Postupně se přidávají další sloky.
- Když jsem já sloužil (to první léto) – česká píseň, která je svoji strukturou podobná předchozí anglické.

Počítání:
- 99 Bottles of Beer
- První den prohlížím koleje
- Lélo, lélo

## Opakování v dětských písničkách
V dětských písničkách opakování napomáhá zapamatování, pomáhá při učení se číst a je nápomocné při učení se písně v cizím jazyce.

## Opakování v pracovních písních
Nekonečné jsou také mnohé lidové pracovní písně. Mnohé příklady se naleznou v písních černých Američanů, mezi politickými aktivisty, a mezi turisty, lidmi na pochodech a vycházkách.

## Příklady nekonečných písní (česky)
- Pes jitrničku sežral
- Byl jeden Číňánek
- Deset malých černoušků
- První den prohlížím koleje.[11]

## Příklady cizojazyčných nekonečných písní
- Michael Finnegan
- The Song That Never Ends
- There's a Hole in My Bucket
- John Jacob Jingleheimer Schmidt
- Found a Peanut
- Yon Yonson
- 10 Green Bottles
- 99 Bottles of Beer
- Jesus' Blood Never Failed Me Yet
- Ti amo
- Rattlin' Bog
- The Wheels on the Bus
- If You're Happy and You Know It
- Head, Shoulders, Knees and Toes
- Badger Badger Badger
- Around The World
- The Rockafeller Skank
- I'm Henery the Eighth, I Am
- Do What U Want
- The songs on Breadwinners
- I Want You (She's So Heavy)
- Why Don't We Do It in the Road?
- You Know My Name (Look Up the Number)
- Dvanáct vánočních dnů